# Aspazoma
Genre
Classification phylogénétique
Aspazoma N.E.Br. est un genre de plante de la famille des Aizoaceae.
Aspazoma N.E.Br., in Gard. Chron., ser. 3. 78: 413 (1925), in clave ; N.E.Br. in Phillips, Gen. S. Afr. Fl. Pl. : 244 (1926) [descr. ampl.]
Type : Aspazoma amplectens (L.Bolus) N.E.Br. [in E.P.Phillips, Gen. S. African Fl. Pl. : 244 (1926)] (Mesembryanthemum amplectens L.Bolus)

## Liste des espèces
Aspazoma N.E.Br. est, à ce jour, un genre monotype.
- Aspazoma amplectens (L.Bolus) N.E.Br.